# Force (Pensilvania)
Force es un lugar designado por el censo ubicado en el condado de Elk, en el estado estadounidense de Pensilvania. En el año 2010 tenía una población de 506 habitantes y una densidad de 448 personas por km².

## Geografía
Force se encuentra ubicado en las coordenadas 40°46′10″N 78°31′59″O / 40.76944, -78.53306. Según la Oficina del Censo de los Estados Unidos, Force tiene una superficie total de 0,21 mi² (0,5 km²), toda ella tierra firme.